# Kraljevica
Kraljevica este un oraș în cantonul Primorje-Gorski kotar, Croația, având o populație de 4.618 locuitori (2011).

## Demografie
Componența etnică a orașului Kraljevica
     Croați (90,23%)
     Sârbi (3,44%)
     Bosniaci (1,49%)
     Necunoscut (1,1%)
     Neclasificat (2,62%)
Componența confesională a orașului Kraljevica
     Catolici (83,17%)
     Fără religie și atei (4,92%)
     Ortodocși (3,81%)
     Musulmani (2,19%)
     Agnostici și sceptici (1,19%)
     Necunoscută (4,29%)
     Alte religii (0,41%)
Conform recensământului din 2011, orașul Kraljevica avea 4.618 locuitori. Din punct de vedere etnic, majoritatea locuitorilor (90,23%) erau croați, existând și minorități de sârbi (3,44%) și bosniaci (1,49%). Apartenența etnică nu este cunoscută în cazul a 1,1% din locuitori. Din punct de vedere confesional, majoritatea locuitorilor (83,17%) erau catolici, existând și minorități de persoane fără religie și atei (4,92%), ortodocși (3,81%), musulmani (2,19%) și agnostici și sceptici (1,19%). Pentru 4,29% din locuitori nu este cunoscută apartenența confesională.